# Pizza Delivery
«Pizza Delivery» (titulado «Pizza a domicilio» en Hispanoamérica y «Reparto de pizza» en España) es el primer segmento del quinto episodio de la primera temporada de la serie de televisión animada estadounidense Bob Esponja. Se emitió por primera vez en Nickelodeon en los Estados Unidos el 14 de agosto de 1999. Fue escrito por Sherm Cohen, Aaron Springer y Peter Burns, y la animación estuvo dirigida por Sean Dempsey. Cohen también ejerció de director de guion gráfico, y Springer trabajó como artista de storyboard.
En él, el Krusty Krab recibe una llamada de un cliente que pide una pizza y Mr. Krabs envía a Bob Esponja y Calamardo a entregarla. Cuando los dos empleados se quedan varados en medio de un desierto, se meten en numerosos apuros. Por el camino, Bob intenta mostrar a Calamardo el estilo de vida de los pioneros.
Al presentar el programa a Nickelodeon, el creador Stephen Hillenburg quería inicialmente que los personajes hicieran un viaje por carretera, inspirándose en la película Powwow Highway de 1989. El concepto se reelaboró posteriormente para la historia de «Pizza Delivery». El capítulo recibió elogios de la crítica, y la mayoría lo consideró uno de los mejores de la serie. En 2024, Rolling Stone lo nombró uno de los cien mejores episodios de televisión de todos los tiempos.

## Trama
El restaurante Krusty Krab recibe una llamada de un cliente que exige que le entreguen una pizza, y Mr. Krabs decide que Calamardo se la lleve. Este duda y pregunta por qué Bob Esponja no puede entregarla él mismo. Mr. Krabs, obviamente, no ha escuchado con atención y exclama: «¡Gran idea, llévatelo contigo!», así que Bob y Calamardo se van a enviarla. Sin embargo, Bob no sabe conducir y todavía está en la escuela de navegación. Cuando intenta dar marcha atrás, aparecen en su mente textos en coreano que dicen «adelante» y «atrás», y empieza a dudar. Luego «retrocede» y ambos se quedan varados en el desierto. Bob sugiere entonces llevar la pizza a pie, y empiezan a caminar.
Bob comienza a cantar una canción sobre la pizza del Krusty Krab y sobre cómo es la mejor del mar. Entonces se ven envueltos en un tornado, y Calamardo le dice a su compañero que suelte la pizza, pero esta les salva la vida cuando la transforma en un paracaídas. Bob le enseña a Calamardo algunos trucos de pioneros, como hacer autostop, comer coral, saber dónde está la civilización al mirar en qué dirección apunta el musgo e incluso usar rocas como vehículos. El eternamente escéptico Calamardo no le cree, pero tiene que reconsiderarlo cuando terminan por conducir la roca hasta la casa del cliente. Lamentablemente, su viaje no dio muy buenos resultados. El comprador se enfada mucho porque no ha recibido el refresco que dice haber pedido. Bob se echa a llorar. Enfadado porque ha hecho sollozar a su compañero, Calamardo llama a la puerta y le tira la pizza a la cara. Tras el enfrentamiento, los dos vuelven al trabajo, que irónicamente está a sólo unos metros de distancia, pero Calamardo ya está muy cansado por el largo reparto.

## Producción
«Pizza Delivery» fue escrito por Sherm Cohen, Aaron Springer y Peter Burns, con Sean Dempsey como director de animación. Cohen también ejerció de directivo de guion gráfico, y Springer trabajó como artista de storyboard. La idea original del creador de la serie, Stephen Hillenburg, era que los escritores redactaran un guion gráfico para un posible episodio y lo presentaran a Nickelodeon. Hillenburg quería hacer uno con Bob Esponja y Calamardo en un viaje por carretera, inspirado en la película Powwow Highway de 1989, cuya historia, según Derek Drymon, trata sobre «un personaje inocente, parecido a un niño, que viaja con un cascarrabias». Finalmente, el concepto se desarrolló mientras trabajaban en ella, pero Hillenburg la abandonó para el lanzamiento inicial. En su lugar, utilizaron otra para el estreno que aparecía en el piloto titulado, «Help Wanted». Los escritores Aaron Springer y Sherm Cohen retomaron la idea durante la primera temporada y utilizaron muchas de las situaciones para «Pizza Delivery».

## Lanzamiento
«Pizza Delivery» se emitió por primera vez en Nickelodeon en los Estados Unidos el 14 de agosto de 1999 a las 10:00 a. m., con una clasificación parental TV-Y7. Se lo incluyó en la compilación para DVD titulada SpongeBob SquarePants: Christmas el 30 de septiembre de 2003 y en SpongeBob SquarePants: The Complete 1st Season publicada el 28 de octubre de 2003. El 22 de septiembre de 2009, figuró en SpongeBob SquarePants: The First 100 Episodes, que compila todos los episodios de la temporada uno a la cinco. El 29 de abril de 2014, se lo insertó en el disco recopilatorio «SpongeBob, You're Fired!».

## Recepción

### Audiencia
Cuando este episodio se emitió inicialmente en Nickelodeon el 14 de agosto de 1999 a las 10:00 a. m. junto con su segmento complementario «Home Sweet Pineapple», se informó que había recibido 1,617 millones de espectadores con niños de dos a once años, y perdió en ese grupo demográfico frente a una reposición de Pokémon, que tuvo 2,227 millones en comparación. Sin embargo, lo superó en total de telespectadores, con un resultado de 2,471 millones que sintonizaron para ver la serie, mientras que Pokémon tenia un promedio de 2,326 millones ese día. Esto dejó a ambos programas empatados en los índices de audiencia por las que habían competido durante las últimas cinco semanas, desde que Bob Esponja se transmitió por primera vez el sábado 17 de julio por la mañana.

### Respuesta de la crítica
«Pizza Delivery» recibió elogios de la crítica y se cita con frecuencia como uno de los mejores episodios de la serie. Rolling Stone lo incluyó en el puesto 89 de su lista 100 Best TV Episodes of All Time, y escribió que: «el humor absurdo que ha hecho que Bob Esponja sea tan querido por varias generaciones ya se muestra en todo su esplendor en este capítulo temprano». Jordan Moreau, Katcy Stephan y David Viramontes de Variety lo clasificaron como el tercer mejor. Bill Treadway de DVD Verdict le dio una puntuación de cinco estrellas y dijo que es su «episodio favorito de todos», afirmó que: «está repleta de giros únicos y comedia hilarante como para verla varias veces». Mike Bedard de /Film lo colocó en el segundo lugar de su listado de los quince mejores. El escritor lo llamó: «Bob Esponja en su máxima expresión», ya que muestra «los ideales platónicos de todos los personajes principales al tiempo que ofrece un chiste brillante tras otro».
Emily Estep del sitio web WeGotThisCovered.com lo clasificó como el número uno en su lista de los «diez mejores capítulos de Bob Esponja», y escribió que el episodio «tiene la nostalgia infravalorada de ser el quinto de todo el programa y se beneficia de la química mencionada anteriormente entre Bob y Calamardo». También lo elogió como «una mirada en profundidad a su relación, y marcó la pauta de lo extraña que podía llegar a ser la serie». Estep alabó los bailes de autostop de Bob, diciendo: «Estos movimientos son divertidos y encantadores, mientras que la amargura de Calamardo es fácil de entender». Priya Elan de The Guardian lo situó en la tercera posición de sus cinco «momentos» favoritos, mientras que Andrew Firriolo de BuzzFeed lo consideró como el más memorable, comentó que: «Entre la roca, los pioneros y la canción de la pizza del Krusty Krab, es un tesoro de momentos divertidos». Asimismo destacó la amistad entre la pareja. En 2009, «Pizza Delivery» fue elegido por los espectadores en Nick.com como el número uno durante un maratón televisivo llamado «The Ultimate SpongeBob SpongeBash».
En 2023, el episodio junto con su segmento complementario, «Home Sweet Pineapple», se situaron en el noveno puesto de los mejores valorados de Bob Esponja según Internet Movie Database, con una puntuación de 9,1 sobre 10 por parte de los usuarios. En la colección de iTunes «SpongeBob SquarePants: Tom Kenny's Top 20» Tom Kenny, el actor de voz del protagonista, lo añadió entre sus capítulos favoritos de todos los tiempos. En la descripción escribió:

«La clásica situación: Bob Esponja y Calamardo se pierden en el desierto mientras llevan una pizza a la casa de un cliente. Calamardo solo quiere salir de allí, pero Bob considera que llevar la pizza es un compromiso sagrado entre él y el cliente. Me gusta cuando Bob canta para sí mismo: "La pizza del Krusty Krab es la pizza"... y se convierte en un extraño cantante de góspel:"Krusty Kray -ya ya-yaaa-aaab!"».